# Brady Lamb
Braden „Brady“ Lamb (* 15. August 1988 in Calgary, Alberta) ist ein kanadischer Eishockeyspieler, der zuletzt bis März 2023 bei den Augsburger Panthern aus der Deutschen Eishockey Liga (DEL) unter Vertrag gestanden und dort auf der Position eines Verteidigers gespielt hat. Insgesamt verbrachte Lamb neun Spielzeiten bei den Panthern, die letzten drei davon als deren Mannschaftskapitän.

## Karriere

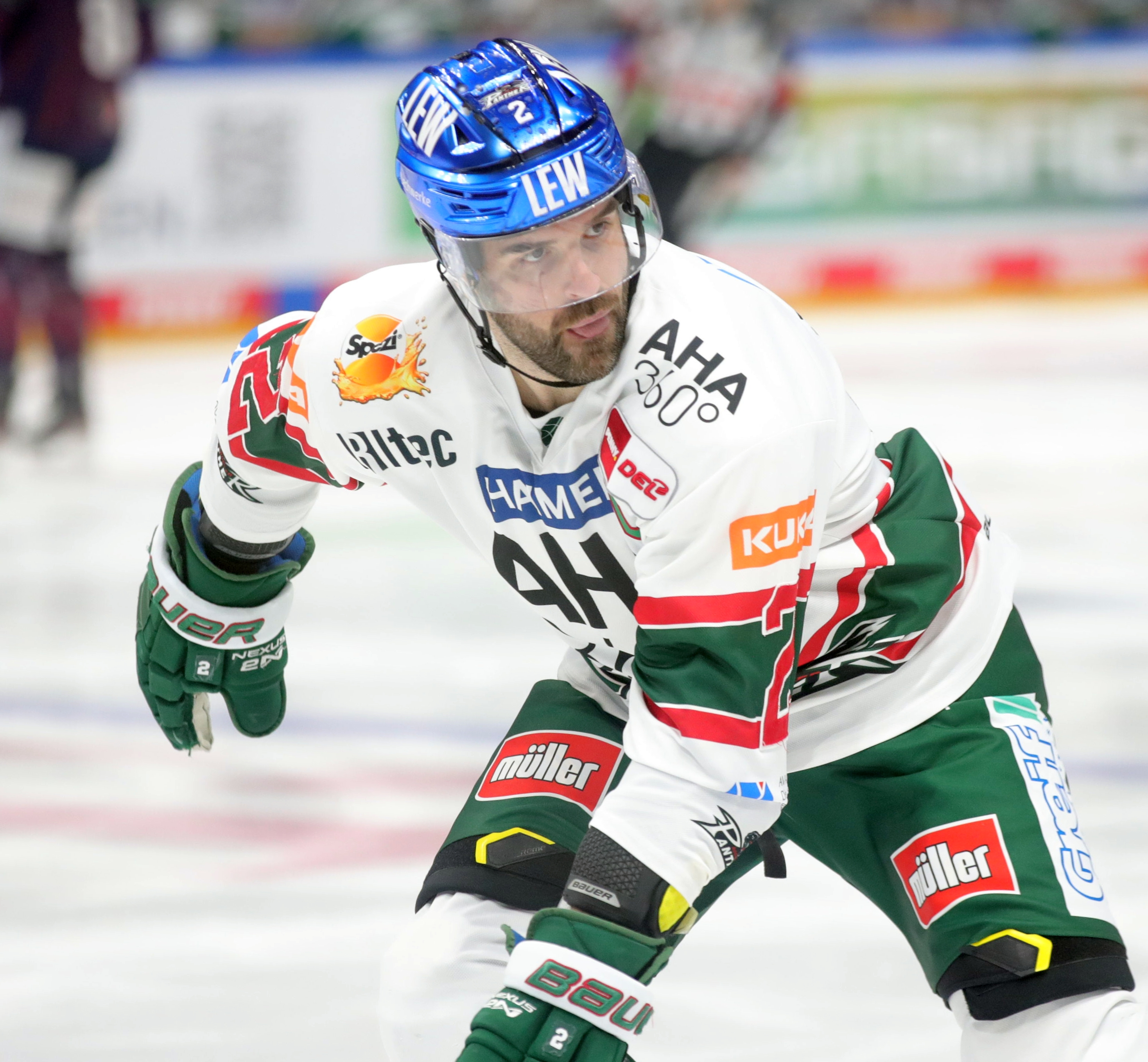
Lamb im Trikot der Augsburger Panther (2023)

Lamb begann seine Karriere in der Saison 2005/06 bei den Calgary Royals in der kanadischen Juniorenliga Alberta Junior Hockey League und absolvierte dort insgesamt drei Spielzeiten. Zwischen 2008 und 2012 stand er für das Universitätsteam der University of Minnesota Duluth in der Western Collegiate Hockey Association (WCHA), die in den Spielbetrieb der National Collegiate Athletic Association (NCAA) eingegliedert ist, auf dem Eis. Mit der Mannschaft konnte er zunächst in der Saison 2008/09 die Meisterschaft in der eigenen Conference gewinnen, ehe das Team sich in der Spielzeit 2010/11 ebenfalls den nationalen Collegetitel der NCAA sicherte.
Im März 2012 unterschrieb der Kanadier einen Einjahresvertrag bei den Calgary Flames aus der National Hockey League (NHL), kam jedoch in den folgenden Spielzeiten 2012/13 und 2013/14 lediglich beim Farmteam Abbotsford Heat in der zweitklassigen American Hockey League (AHL) zum Einsatz. Im Sommer 2014 entschied sich Lamb für einen Wechsel nach Europa und schloss sich den Augsburger Panthern an, für die der Defensivspieler ab der Saison 2014/15 in der Deutschen Eishockey Liga (DEL) auflief. Dort fungierte er ab Beginn der Spielzeit 2020/21 als Mannschaftskapitän. Lamb verließ die Fuggerstädter nach der Saison 2022/23 nach insgesamt neun Jahren.

## Erfolge und Auszeichnungen
- 2008 AJHL South All-Star Team
- 2008  AJHL Most Outstanding Defenseman
- 2009 Broadmoor-Trophy-Gewinn mit der University of Minnesota Duluth
- 2011 NCAA-Division-I-Championship mit der University of Minnesota Duluth

## Karrierestatistik
Stand: Ende der Saison 2022/23
(Legende zur Spielerstatistik: Sp oder GP = absolvierte Spiele; T oder G = erzielte Tore; V oder A = erzielte Assists; Pkt oder Pts = erzielte Scorerpunkte; SM oder PIM = erhaltene Strafminuten; +/− = Plus/Minus-Bilanz; PP = erzielte Überzahltore; SH = erzielte Unterzahltore; GW = erzielte Siegtore; 1 Play-downs/Relegation; Kursiv: Statistik nicht vollständig)